# 安田善四郎 (2代目)
2代 安田 善四郎（やすだ ぜんしろう、1877年（明治10年）6月18日 - 1937年（昭和12年）10月8日）は、日本の実業家。第三銀行頭取、富山銀行頭取、肥後銀行頭取等を歴任した。安田財閥を築いた安田善次郎の娘婿。

## 人物・来歴
初代安田善四郎の長男として生まれる。幼名は善吉。1897年初代善四郎死去に伴い襲名し後任として共済生命保険社長に就任。1898年第三銀行頭取。1919年共済生命保険社長。1923年第三銀行頭取。1924年富山銀行頭取。1898年肥後銀行頭取。
第三十六銀行頭取、正隆銀行頭取、日本昼夜銀行頭取、栃木農商銀行頭取、安田銀行取締役、安田貯蓄銀行取締役、安田商事取締役、博多湾鉄道汽船取締役、共済生命保険取締役、安田信託監査役、安田保善学校理事、安田修徳会評議員等も歴任した。

## 親族
- 父の安田善四郎（旧名・堀川卯之吉）は子供の頃から初代安田善次郎のもとで働いてきた奉公人で、善次郎の養女ツル子の婿養子となった[8]。
- 母・ツル子の実家は洋品店の「柏屋」といい、若き日の善次郎が養家から逃げ出し、柏屋の軒下で途方に暮れていたところを主人が見かねて助けたことから、恩義を感じた善次郎が功成り名を遂げたのちに柏屋の娘のツル子を養女に迎えた。[9]
- 妻のみねは初代善次郎の三女。
- 長男の安田楠雄は、東京商大卒業後、日銀勤務を経て、安田系列の第三国立銀行、第九十八国立銀行などの頭取を務めた。父の2代目善四郎から継承した邸宅は「旧安田楠雄邸庭園」として現存。岳父に男爵岩佐新。[10]
- 四男の安田樫雄は、東大経済学部卒業後、安田生命保険など安田系列企業の重役を務めた。岳父に男爵大角岑生。[1][11][12]

## 旧安田楠雄邸
東京・千駄木の旧安田楠雄邸は、もともとは藤田好三郎が建てたものだった。しかし、関東大震災直後に藤田は中野町桃園に居を移したため、その旧宅を初代善四郎が購入した。善四郎は震災で日本橋小網町の自宅を失っており、居抜きの状態で入居したという。
1937年（昭和12年）、2代善四郎の長男である楠雄が相続した。楠雄の他界後、1995年（平成7年）に邸宅は夫人によって日本ナショナルトラストに寄贈され、1998年（平成10年）、敷地全体が東京都の名勝に指定されている。